# Danarto
Danarto (Sragen, 27 de junio de 1941 – Jakarta, 10 de abril de 2018) fue un escritor y artista indonesio. Su padre era Jakio Harjodinomo, un empresario azucarero. Su madre, llamada Siti Aminah, era un pequeño comerciante de batik en el mercado. Su obra es muy conocida, especialmente su colección de cuentos, «Godlob». Otra colección de cuentos, «Adam Ma'rifat», ganó el Premio de Literatura del Consejo de las Artes de Yakarta en 1982. En 2009, Danarto recibió el Premio Ahmad Bakrie de Literatura.

## Biografía
Tras completar sus estudios de primaria y secundaria, continuó sus estudios de literatura en la escuela secundaria de Solo, Surakarta.
Entre 1958 y 1961, estudió en el Instituto Indonesio de las Artes de Yogyakarta (ASRI), especializándose en arte. Durante ese período, también editó la revista infantil Si Kuncung. Hasta 1964, formó parte del grupo de arte y teatro Sanggarbambu (Monasterio del Bambú). 
En 1969–1974 trabajó en el centro de arte Jakarta (Taman Ismail Marzuki). En 1973 fue profesor oyente en la Academia de Bellas Artes LPKJ (ahora IKJ) de Jakarta. Fue el diseñador jefe del grupo cultural indonesio que visitó Osaka, Japón, para la Expo '70. Durante 1978, realizó una gira por Europa y Asia con una compañía teatral, dirigida por el coreógrafo y director Sardono Waluyo Kusumo, actuando y diseñando escenografías. In 1988, he received the S.E.A. Write Award.
En los últimos años, trabajó como director teatral en Yakarta. Falleció el 10 de abril de 2018 a los 76 años.

## Publicaciones
- Danarto (1975). Godlob (9 historias cortas) (en indonesio). jakarta: Rombongan "Dongeng dari Dirah. OCLC 3631519.
- Danarto (1978). Abracadabra (historias cortas). Singapore: Heinemann Educational Books (Asia). LCCN 78942854. OL 4395296M.
- Danarto (1984). Orang Jawa naik haji (biografía) (en indonesio). jakarta: Grafiti Pers. OCLC 11354518.
- Danarto (1989). A Javanese pilgrim in Mecca (biografía). Australia: Clayton, Vic. ISBN 9780867469394. OCLC 21113995.
- Danarto (2001). Abracadabra (cuentos cortos). Jakarta: Metafor Publications. ISBN 9793019026. LCCN 2001469328. OL 3542033M.